# 청자 복숭아모양 연적
청자 복숭아모양 연적(靑磁 桃形 硯滴)은 서울특별시 용산구, 삼성미술관 리움에 있는 고려시대의 청자 연적이다. 1990년 5월 21일 대한민국의 보물 제1025호로 지정되었다.

## 개요
고려시대 복숭아 모양을 본떠서 만든 상형청자의 일종으로 크기는 높이 8.6cm, 폭 9.6cm×7.1cm이다.
잘 익은 복숭아를 보는 듯하며 몸통에 잎이 붙은 복숭아 나뭇가지를 뒤쪽에 붙이고, 앞쪽에는 나뭇잎 2개를 둥글게 맞붙여 잎으로 만들었다. 몸통 뒷면 가운데에 기다란 홈을 내어 복숭아의 질감을 생생하게 살렸고 잎맥은 가는 음각선으로 처리하였다. 자연스럽고 사실적인 수법으로 단순한 모양의 복숭아를 실물과 똑같이 만들면서, 잎과 나뭇가지를 이용하여 연적으로 사용할 수 있게 창의력을 살린 솜씨가 뛰어나다. 유색은 미세한 기포가 많은 아름다운 비취색으로, 복숭아 형태를 따라 자연스럽게 얇거나 두껍게 발라져 있어 더욱 생동감을 준다.
고려시대 청자연적 가운데 유일하게 전해오는 복숭아 모양의 연적으로 모양도 우수할 뿐아니라, 조선 후기에 성행한 백자도형 연적의 전신이 되는 셈이어서 더욱 흥미로운 작품이다. 

## 같이 보기
- 청자
- 고려청자

## 참고 자료
- 청자 복숭아모양 연적 - 국가유산청 국가유산포털